# Naturally (飛鳥凛の曲)
『Naturally』は、日本の女優である飛鳥凛が、出演する『仮面ライダーW』上で自身が演じる「園咲若菜」名義でリリースしたシングルCDである。2010年1月27日発売。

## 収録曲
1. Naturally
  - 作詞：藤林聖子 / 作曲・編曲：鳴瀬シュウヘイ / 歌：園咲若菜（CV/飛鳥凛）
2. Naturally healing edit.
3. Naturally instrumental
4. Naturally healing edit. instrumental
5. Naturally healing princess OP edit.
6. Naturally healing princess ED edit.

## 関連イベント
CD発売に関連して、飛鳥凛もイベントに参加した。
- 2010年1月31日、ららぽーと新三郷にて「SOUNDTRACK GIRLS PARTY」参加。
  - 当日はCD購入者に飛鳥凛、園咲若菜のWサイン入りポスターがプレゼントされた。
- 2010年2月14日、石丸ソフト本店にて「スタフェス」参加。
  - 当日CDを1枚購入でサイン入りポスタープレゼント。2枚購入で飛鳥凛との2ショットチェキという特典が設けられた。

## 他番組での使用
『新・おみやさん』第2話に飛鳥凛がシンガーソングライター役で出演した際、劇中で「Naturally」をピアノ伴奏で歌唱している。なお、『仮面ライダーW』と『新・おみやさん』は共に石ノ森章太郎原作、東映・テレビ朝日制作のドラマである。